# Шраплау
Шраплау (нем. Schraplau) — город в Германии, в земле Саксония-Анхальт.
Входит в состав района Зале. Подчиняется управлению Вайда-Ланд. Население составляет 1179 человек (на 31 декабря 2010 года). Занимает площадь 7,05 км². Официальный код — 15 2 61 053.
Город подразделяется на 2 городских района.

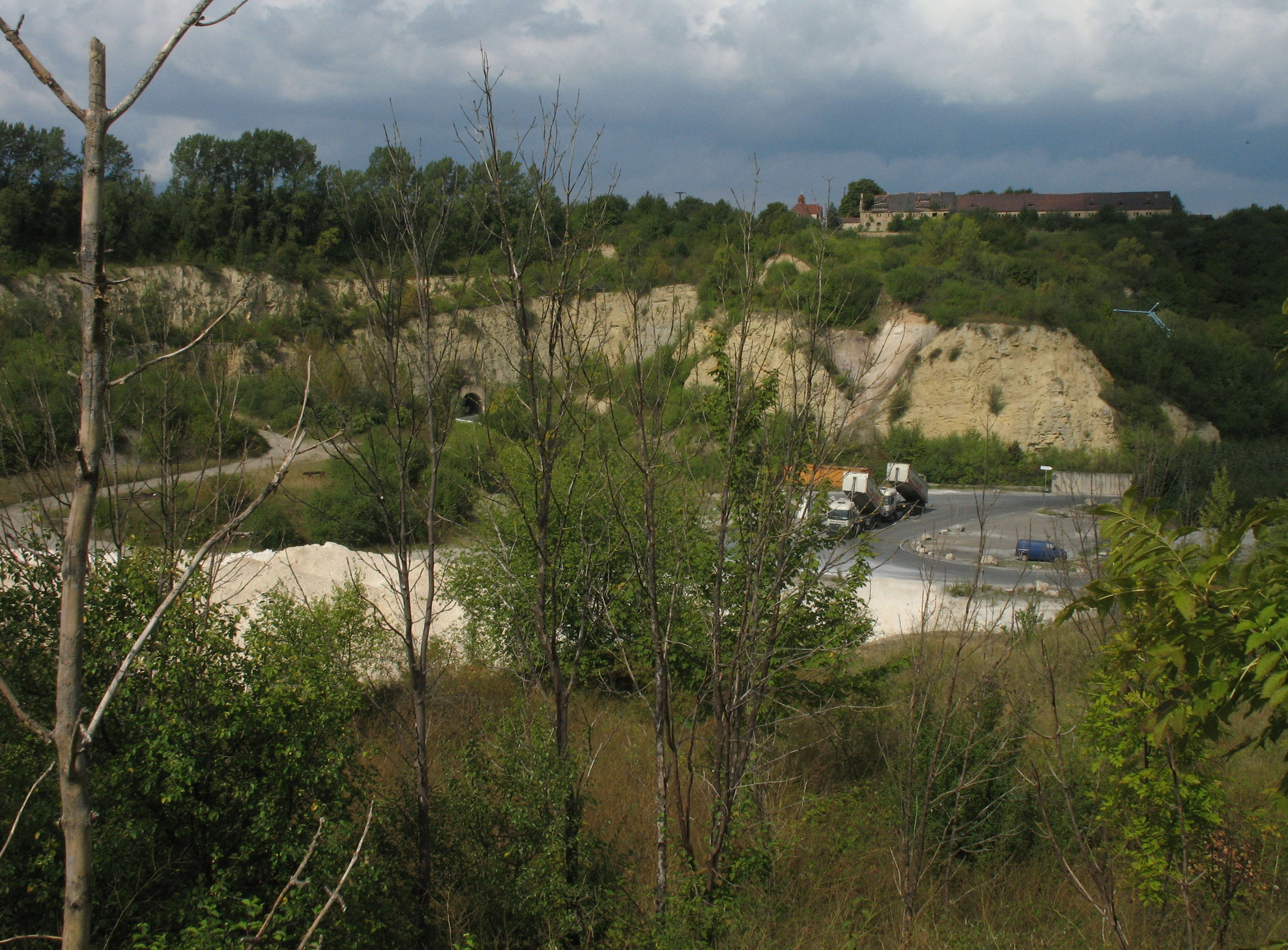
Карьер